# Юго-осетинский государственный драматический театр
Юго-Осетинский государственный драматический театр имени К. Л. Хетагурова (осет. Хетæгкаты Къостайы номыл Хуссар Ирыстоны драмон театр) — драматический национальный театр в городе Цхинвал. Открыт в 1931 году.Художественный руководитель -Джелиев Казбек Асланович. Директор-заслуженный артист и заслуженный деятель искусств  Республики Южная Осетия Мамиев Григорий Петрович.

## История
О необходимости театра в Юго-Осетинской автономной области всерьез начали задумываться в начале 1920-х годов, уже после установления советской власти и кровавых событий. В левобережной части города появляется деревянная постройка, где талантливая молодежь фактически на одном энтузиазме организовывается в небольшой любительский коллектив. В конце 1923 года на сцене был представлен первый спектакль — «Сыбырмæ хаст» — постановка с участием С. Джаттиевой, И. Гогичева, В. Ханикаева, Д. Джигкаева и другие.
Весной 1931 года руководство ЮОР приняло решение о создание профессионального осетинского театра в городе в строящемся Доме культуры колхозника. Открытие сезона состоялось 29 июля 1931 года показом первого спектакля в истории Юго-Осетинского Драматического театра. Это была постановка директора театра В. Хетагурова на пьесу С. Церетели — «Тæфсæг».
В 1939 году присвоено имя Коста Хетагурова.

## Труппа театра
В состав первой труппы театра вошли Д. Дзахов, С. Джаттиева, З. Туаев, К. Лохов, Н. Чабиева, А. Гугкаева, В. Хетагуров, Д. Еналдиев, Д. Мамиев, М. Шавлохов, А. Магкаев, З. Гаглоева. А. Бекоев и другие. В состав первой профессиональной труппы также вошел уже известный к тому времени поэт Грис Плиев.
Современная труппа:
- Гугкаева Эвелина,
- Ванеев Ахсар,
- Хасиев Вильгельм,
- Тадтаева Фатима,
- Биченова Циснари,
- Техов Василий,
- Квезерова Фатима,
- Джиоев Сослан,
- Гаджиты Инга,
- Гучмазова Галина,
- Бибилов Сослан,
- Догузова Жанна,
- Козаев Ромик,
- Элбакиев Рамаз,
- Хугаев Джамбулат,
- Харебов Жан-Жак,
- Парастаев Дмитрий,
- Таугазова Дзерасса,
- Джиоева Белла,
- Джиоева Альма,
- Гаглоев Артур,
- Хасиев Сослан,
- Кокоева Фатима,
- Битаров Бессарион,
- Ванеев Эдуард,
- Хасиева Эмма,
- Догузова Ирина,
- Чочиев Николай,
- Кумаритов Батрадз,
- Хугаева Альбина,
- Чохели Натия,
- Сагирова Милена,
- Тедеев Андрей,
- Мамиев Гри,
- Маргиева Инга,
- Кокоева Нина,
- Бекоева Зарина,
- Валиев Георгий,
- Гаглоев Эдуард,
- Тваури Алан,
- Бестаев Мирослав,
- Карсанов Гурам.